# X7 Rotkäppchen
X7 «Rotkäppchen» («Червона шапочка») — німецька керована протитанкова ракета 1-го покоління класу повітря — земля часів Другої Світової війни.
Розроблена фірмою Ruhrstahl AG в 1943 як протитанкова для запуску з літаків. Головний інженер — Макс Отто Крамер. В ракеті використовувався реактивний двигун WASAG 109–506. Керування по радіо, за допомогою передавальної станції Düsseldorf FuG 510 та приймача FuG 238.
Всього виготовлено кілька сотень X-7 Rotkäppchen, які використовувались на радянсько — німецькому фронті проти радянських танків під час битви за Берлін.